# Нхјал Денг Нхјал
Нхјал Денг Нхјал (енгл. Nhial Deng Nhial) је министар одбране у Влади Јужног Судана. На позицију је постављен 10. јула 2011. од стране председника државе и премијера Салве Кира Мајардита. Мандат министра је у трајању од пет година. Претходно је био министар за ветеранске послове и Народну армију у Влади Аутономног региона Јужни Судан од 2008. до 2010. године.

## Биографија
Рођен је 1. јануара 1952. године у региону Бахр ел Газал као припадник народа Динке. Отац му је био познати јужносудански вођа и борац Вилијам Денг Нхјал, који је убијен нешто пре потписивања мировног споразума у Адис Абеби 1983. године. Нхјал Денг је убрзо након смрти оца приступио Народној армији за ослобођење Судана и ту напредовао до данашњег чина генерал-потпуковника. Учествовао је у мировним преговорима између северног и Јужног Судана 2005. године када је потписан Свеобухватни мировни споразум.
Нхјал Денг је завршио Комбони колеџ у Картуму, а затим студије наставио на Универзитету у Картуму где је током 1980-их стекао звање дипломираног правника. По занимању је адвокат и високи војни службеник.

## Служба
Постављен је за министра регионалних послова 2005. године, али је напустио то место већ након шест месеци из непознатих разлога. У децембру 2008. године постаје министар ветеранских послова и Народне армије заменивши на том месту несрећно настрадалог Доминика Дима Денга. По проглашењу независности Јужног Судана председник Салва Кир Мајардит унапредио га је у министра одбране Републике Јужни Судан. Нхјал Денг је и високи званичних и члан управног одбора Народног покрета за ослобођење Судана.